# Like Yesterday
| Recensione | Giudizio |
| ---------- | -------- |
| AllMusic   |          |

Like Yesterday è l'ultimo album della cantante jazz statunitense Beverly Kenney, pubblicato dalla Decca Records nel maggio del 1960.

## Tracce

### LP (1960, Decca Records, 8948/DL 78948)
Lato A
1. Undecided – 2:12 (testo: Sid Robin – musica: Charlie Shavers) – Registrato l'8 luglio 1959 a New York
2. Sentimental Journey – 2:07 (testo: Bud Green – musica: Les Brown, Ben Homer) – Registrato il 16 luglio 1959 a New York
3. I Had the Craziest Dream – 3:21 (testo: Mack Gordon – musica: Harry Warren) – Registrato l'8 luglio 1959 a New York
4. And the Angels Sing – 1:45 (testo: Johnny Mercer – musica: Ziggy Elman) – Registrato il 17 luglio 1959 a New York
5. More Than You Know – 2:39 (testo: Billy Rose, Edward Eliscu – musica: Vincent Youmans) – Registrato il 17 luglio 1959 a New York
6. The Dipsy Doodle – 1:46 (Larry Clinton) – Registrato il 17 luglio 1959 a New York

Durata totale: 13:50
Lato B
1. What a Difference a Day Made – 2:18 (María Grever; testo adattato in lingua inglese da Stanley Adams) – Registrato il 16 luglio 1959 a New York
2. Somebody Else Is Taking My Place – 2:02 (Dick Howard, Bob Ellsworth, Russ Morgan) – Registrato l'8 luglio 1959 a New York
3. A Sunday Kind of Love – 3:31 (Barbara Bell, Anita Leonard, Stan Rhodes, Louis Prima) – Registrato l'8 luglio 1959 a New York
4. Any Old Time – 1:35 (Artie Shaw) – Registrato il 17 luglio 1959 a New York
5. Happiness Is a Thing Called Joe – 2:20 (testo: E. Y. Harburg – musica: Harold Arlen) – Registrato il 16 luglio 1959 a New York
6. Tampico – 2:01 (testo: Doris Fisher – musica: Allan Roberts) – Registrato il 16 luglio 1959 a New York

Durata totale: 13:47
- Durata brani ricavati dal doppio CD BeverlyKenney: Complete Decca Recordings pubblicato nel 2012 dalla Fresh Sound Records (FSR-CD 721)

## Musicisti
Undecided / I Had the Craziest Dream / Somebody Else Is Taking My Place / A Sunday Kind of Love
- Beverly Kenney – voce solista
- Stan Free – pianoforte, arrangiamenti e conduttore musicale
- Eddie Bert – trombone
- Al Klink (indicato come "un trombettista") – sassofono tenore
- Chuck Wayne – chitarra
- Bill Pemberton – contrabbasso
- Ed Shaughnessy – batteria

Sentimental Journey / What a Difference a Day Made / Happiness Is a Thing Called Joe / Tampico
- Beverly Kenney – voce solista
- Johnny Rae (indicato come "un flautista") – vibrafono, percussioni
- Stan Free – pianoforte
- Chuck Wayne – chitarra
- Bill Pemberton – contrabbasso
- Ed Shaughnessy – batteria

And the Angels Sing / More Than You Know / The Dipsy Doodle / Any Old Time
- Beverly Kenney – voce solista
- Jerome Richardson – woodwinds
- Stan Free – pianoforte, tromba nel brano: And the Angels Sing
- Chuck Wayne – chitarra
- Bill Pemberton – contrabbasso
- Ed Shaughnessy – batteria

### Produzione
- Burt Korall – note retrocopertina album originale[4]